# Kloster Heilig Kreuz (Donauwörth)

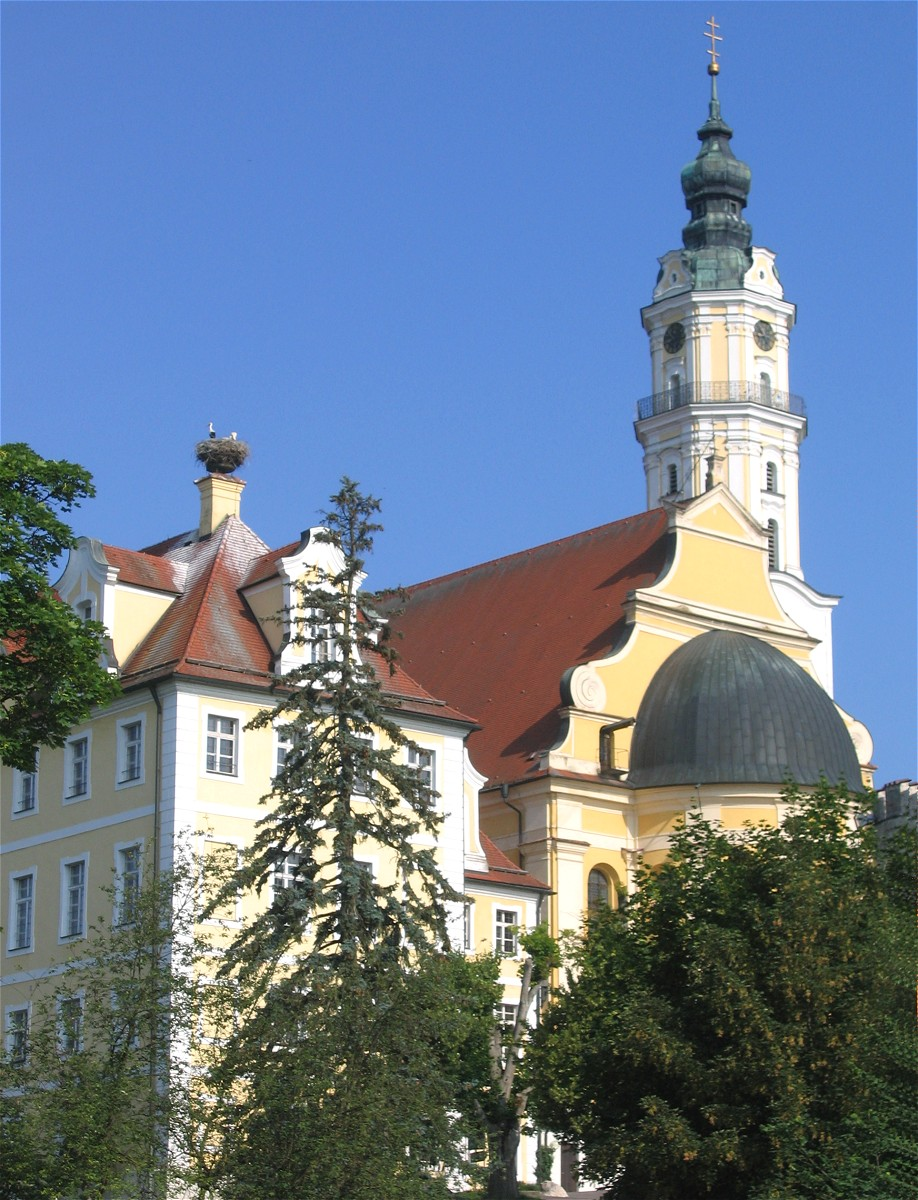
Kloster Heilig Kreuz, mit Storchennest

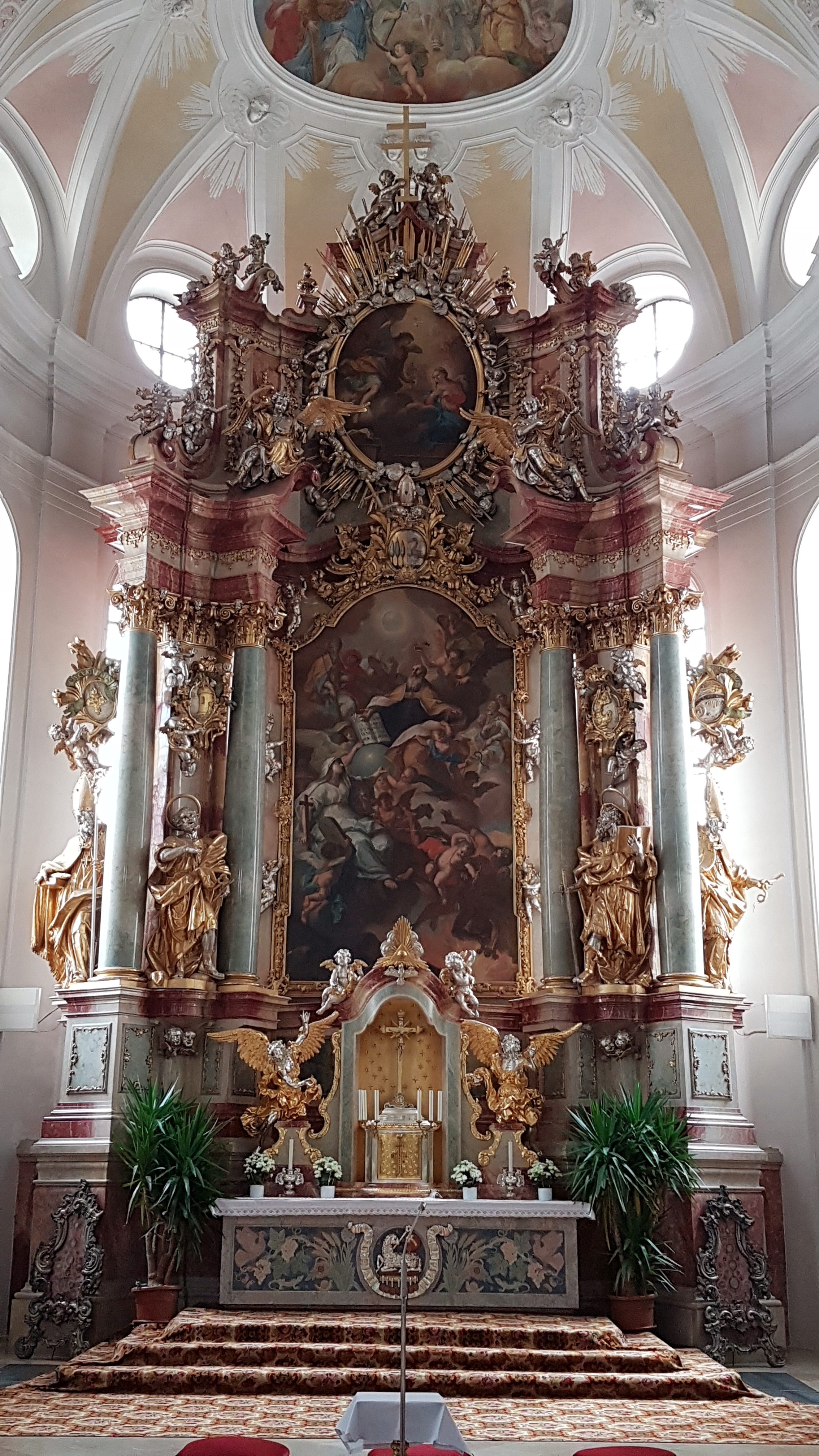
Kloster Heilig Kreuz, Hochaltar

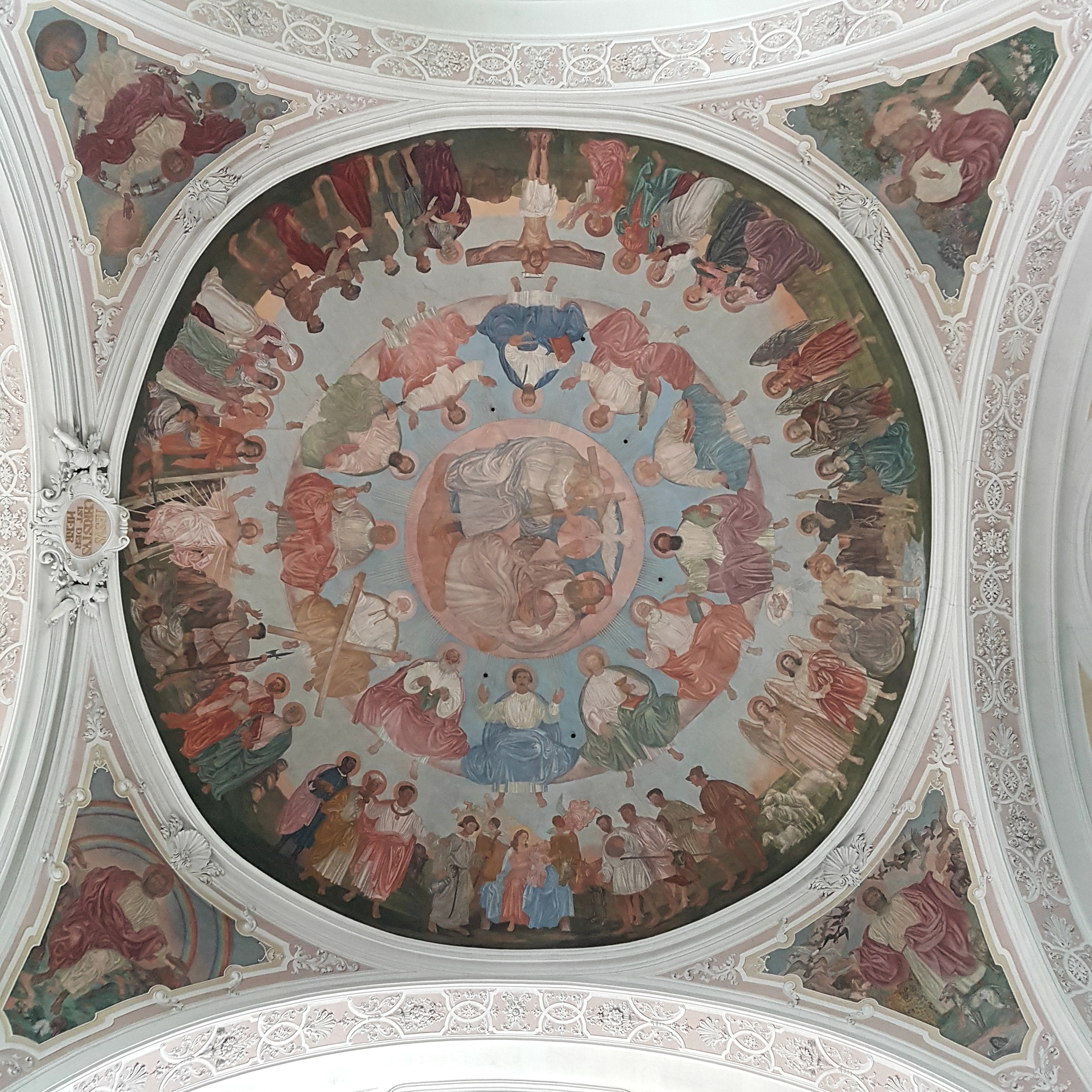
Kloster Heilig Kreuz, Deckengemälde

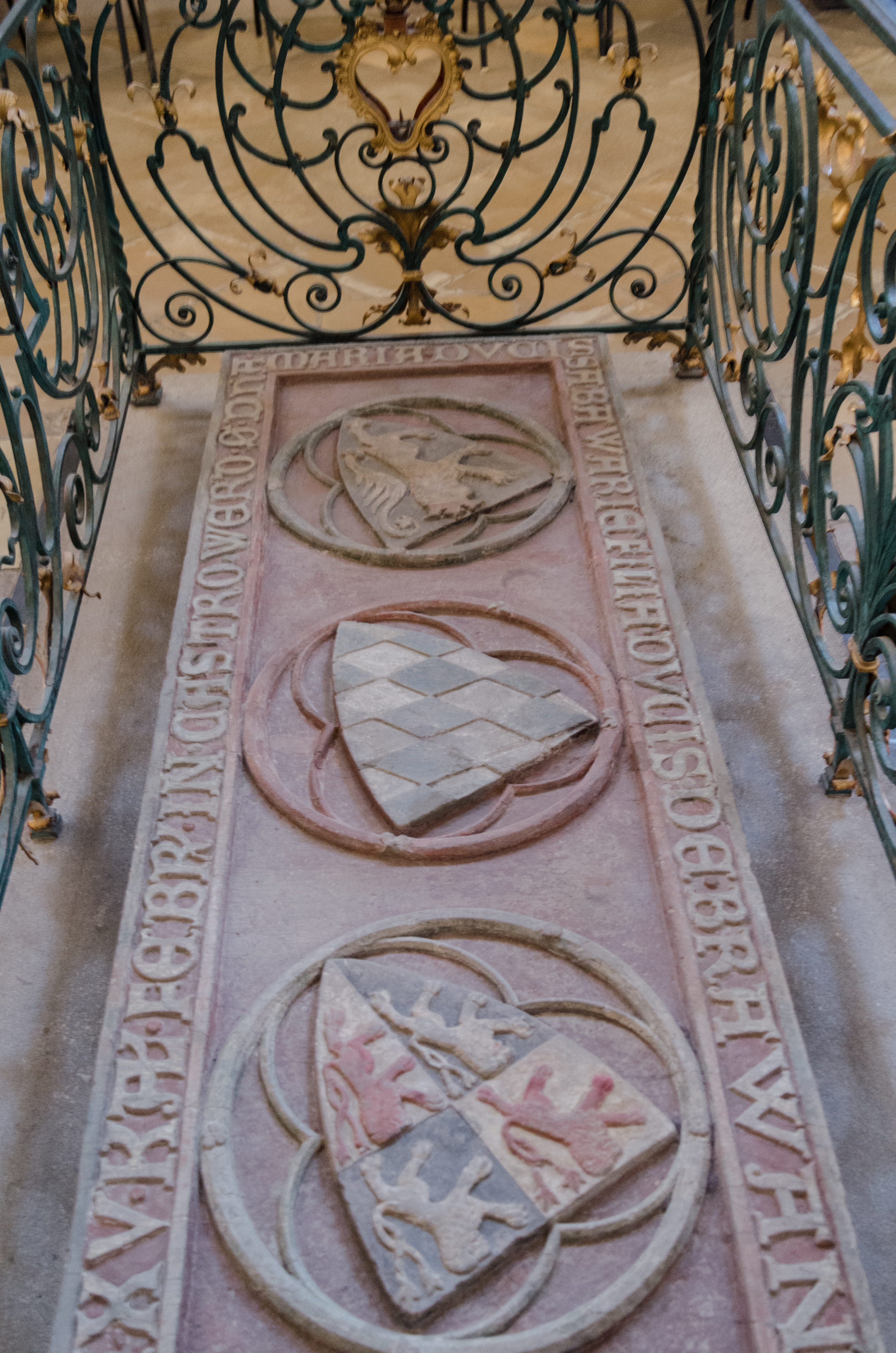
Epitaphplatte der Herzogin Maria von Brabant

Das Kloster Heilig Kreuz in Donauwörth ist eine ehemalige Abtei der Benediktiner.

## Geschichte
Das dem Heiligen Kreuz geweihte Kloster wurde um das Jahr 1040 von Mangold I. von Werd als Benediktinerinnenkloster gegründet. Die geistliche Gründungsgabe war ein Teil vom Kreuz Christi, das Mangold als Gesandter des deutschen Kaisers in Konstantinopel erhielt.
Zu Anfang des 12. Jahrhunderts wurde das Nonnenkloster durch ein Männerkloster der Benediktinerregel abgelöst und an den Westrand der Stadt sowie gleichzeitig ihren höchstgelegenen geographischen Ort innerhalb des Mauerrings verlegt. Nachdem die Gebäude im Dreißigjährigen Krieg beschädigt worden waren, wurde der Westflügel des Klosters ab 1680 errichtet. Der Süd- und Ostflügel wurde 1696/1700 von Valerian Brenner unter Einbeziehung des mittelalterlichen Kreuzgangs errichtet. Nach dem Spanischen Erbfolgekrieg begab sich Abt Amandus Röls an einen Neubau der Kirche. Im Zeitalter des Rokoko (1770/1780) wurden die Gebäude mehrmals um- und ausgebaut. Baumeister der Klosterkirche war Joseph Schmuzer. Die Stuckarbeiten der Klosterkirche erschuf 1719 Franz Schmuzer. Den Hochaltar fertigte er 1729. Die sonst üblichen Freskoarbeiten im Chor führte 1720 der Maler Jacob Carl Stauder als Ölmalerei aus.
Das Kloster wurde am 15. Januar 1803 im Zuge der Säkularisation aufgelöst. Mobile und immobile Besitztümer der Abtei wurden infolge des Reichsdeputationshauptschlusses dem Fürsten von Oettingen-Wallerstein überantwortet, als Entschädigung für dessen linksrheinische Güterverluste, namentlich der Herrschaft Dagstuhl in der hinteren Pfalz. Die Klosterkirche blieb als Kirche der Pfarrei Heilig-Kreuz sowie als Wallfahrtskirche bestehen. Zu Beginn des Fünften Koalitionskrieges (1809) residierte Napoléon Bonaparte für mehrere Tage in der Prälatur des aufgelösten Klosters, wovon auch heute noch das dort befindliche „Napoleonzimmer“ zeugt. Von dort aus erließ er sogar den ersten Tagesbefehl des Feldzuges, welcher für ihn äußerst günstig mit dem Frieden von Schönbrunn ausgehen sollte, dem Höhe- und Wendepunkt seiner Machtstellung auf dem europäischen Kontinent. Die vormalige Klosterkirche ließ er derweil zum Pferdestall zweckentfremden.
Letzter Abt des Klosters war Cölestin Königsdorfer (1756–1840). Das Archiv des säkularisierten Klosters Heilig Kreuz (Donauwörth) liegt auf der Harburg.
1877 erwarb der Pädagoge Ludwig Auer die Klostergebäude. Im Jahre 1910, vier Jahre vor seinem Tod, überschrieb der in Donauwörth als „Onkel Ludwig“ bekannte Reformerzieher den Besitz an die Pädagogische Stiftung Cassianeum, die von seinen Söhnen weitergeführt wurde. Von 1916 bis 1977 bestand in dem Kloster das vom Cassianeum getragene Kinderheim Heilig Kreuz, das heute wegen der 2018 öffentlich bekannt gewordenen, offenbar von Anfang an bestehenden schlimmen Missstände als ein „Ort des Grauens“ beschrieben wird. Besonders unter Max Auer, einem römisch-katholischen Priester und Enkel des Stifters, der die Einrichtung von 1947 bis 1977 leitete und die Kinder auch sexuell missbrauchte, hatten Misshandlungen und grausame Erziehungsmethoden auf dem Berg Konjunktur. Unter den Kindern berüchtigt waren die Beichten, die sie in der Gruftkapelle im Keller des Klosterturms ablegen mussten und nach denen sie für ihre häufig nur erfundenen Sünden brutal verprügelt wurden.
Seit sich 1935 die Herz-Jesu-Missionare aus Salzburg in den Räumen des Heilig Kreuz-Klosters niederließen, gibt es dort auch wieder katholisches Ordensleben.
Das große Fresko in der Kuppel wurde 1940/41 durch Professor Franz Klemmer aus München neu geschaffen. 
In der Gruft der Klosterkirche ruht die bayerische Herzogin Maria von Brabant, die 1256 auf Befehl ihres Gatten Ludwigs des Strengen enthauptet wurde, da er eifersüchtig auf den pfälzischen Ritter Raugraf Heinrich I. war. In der Kirche befindet sich ihre Epitaphplatte, umgeben von einem aufwändigen Schmiedeeisen-Gitter, das Prinzregent Luitpold von Bayern stiftete. Daneben sind auch Gedenktafeln für die ebenfalls getöteten Hofdamen in den Boden eingelassen.

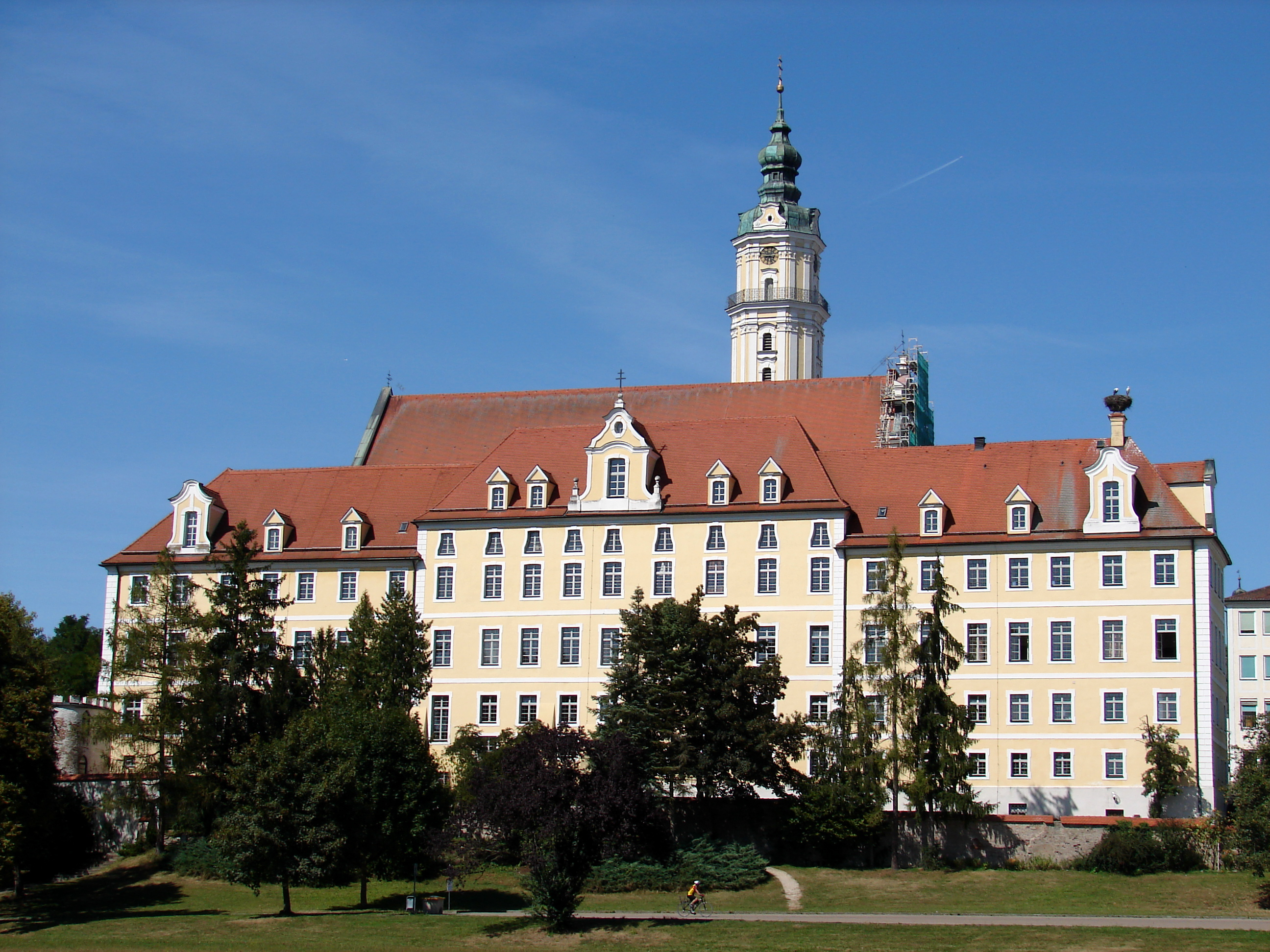
Kloster Heilig Kreuz
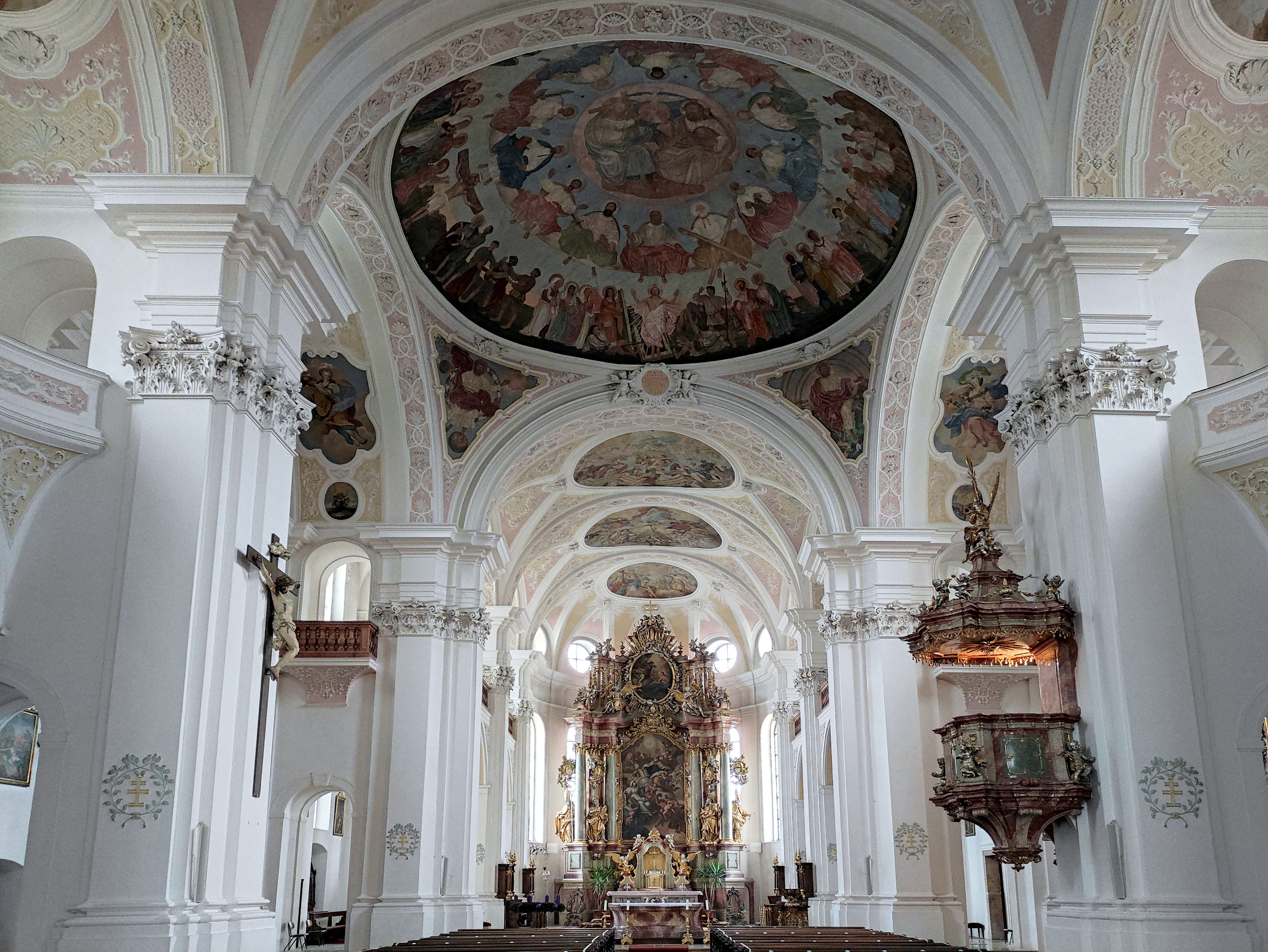
Kloster Heilig Kreuz: Innenansicht

Alte Ansichten:

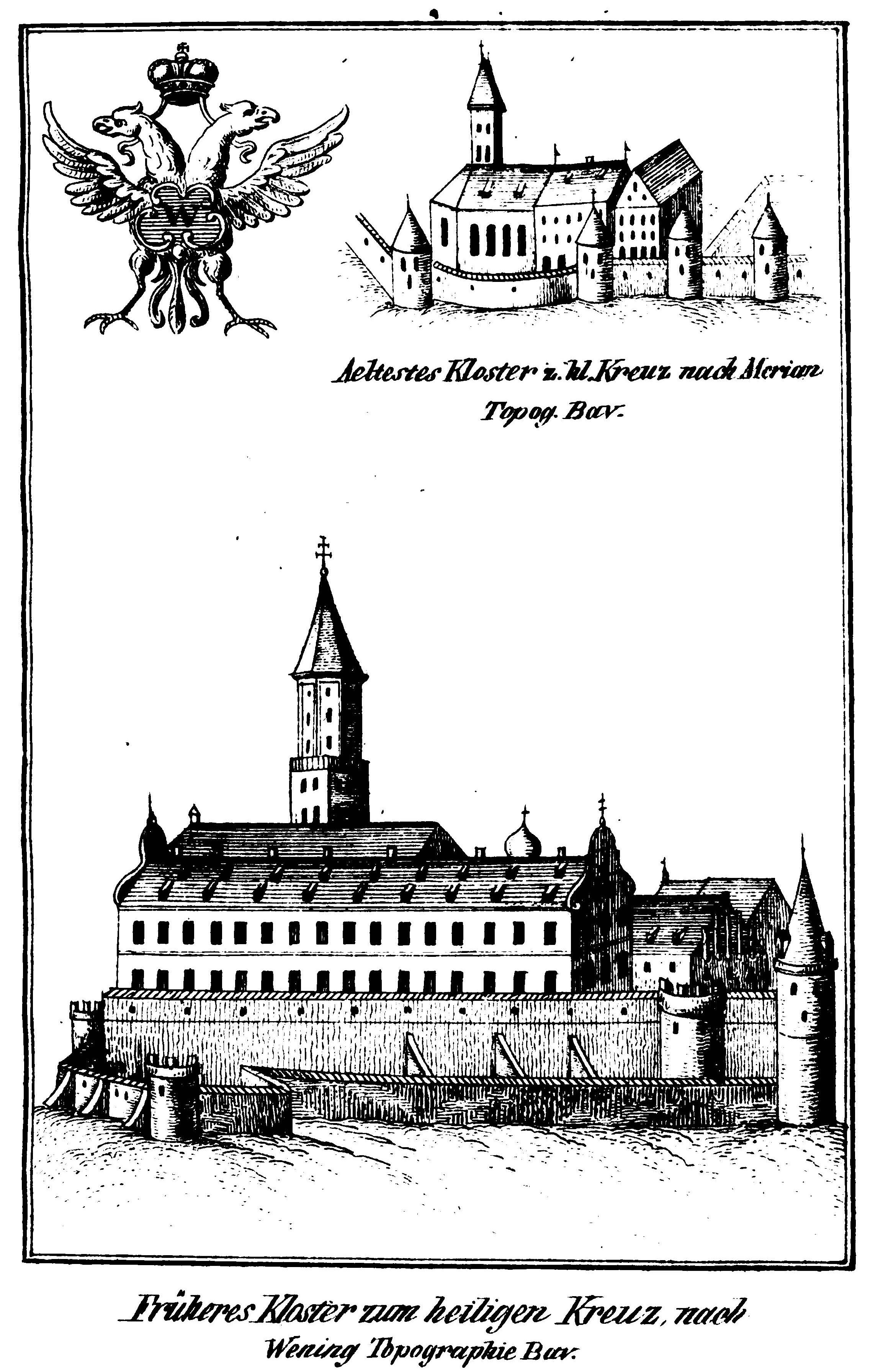
Kloster Heilig Kreuz (Zeitpunkt vor 1843)
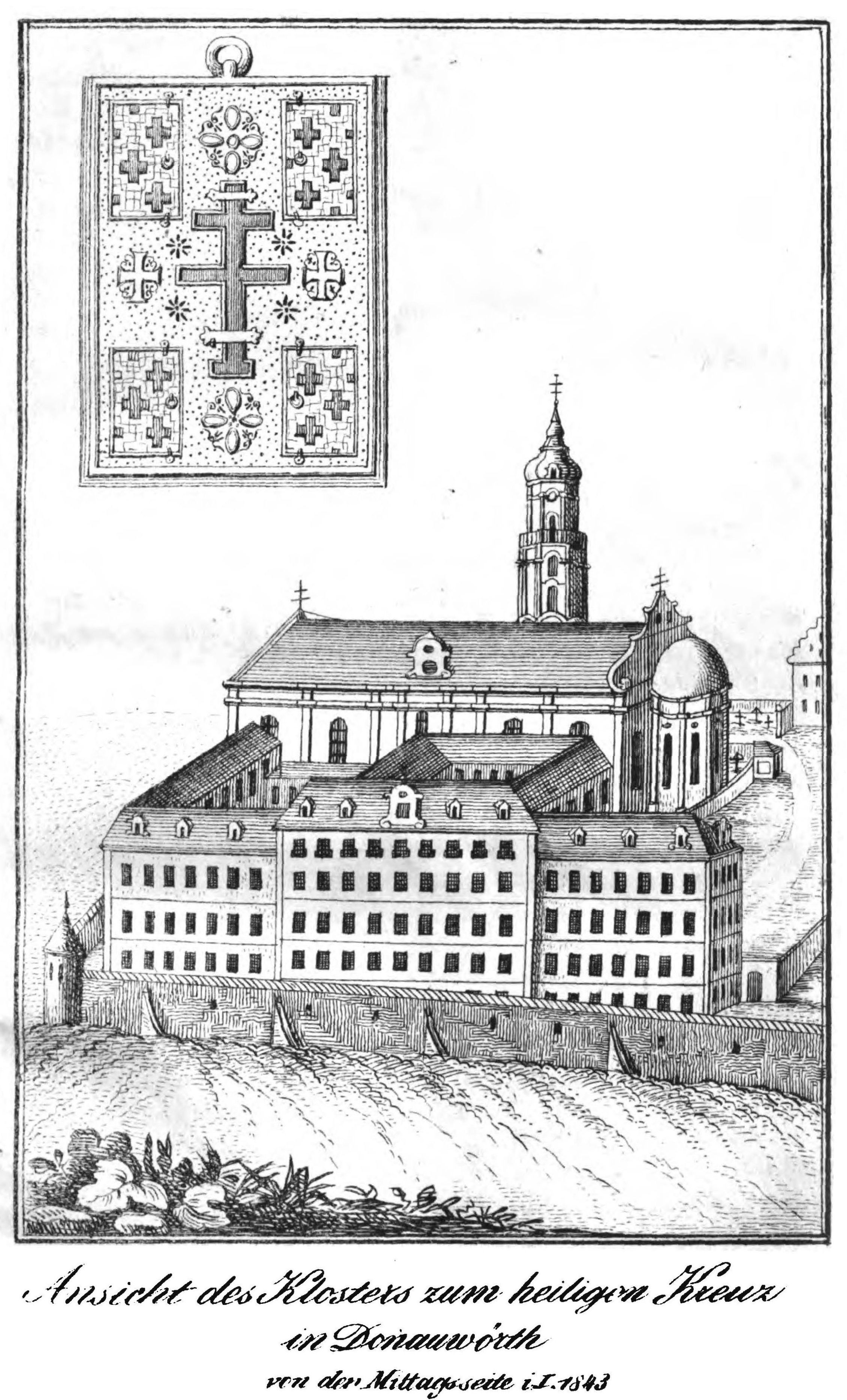
Kloster Heilig Kreuz (1843)